# Liste der Monuments historiques in Nesle-la-Reposte
Die Liste der Monuments historiques in Nesle-la-Reposte führt die Monuments historiques in der französischen Gemeinde Nesle-la-Reposte auf.

## Liste der Immobilien
| Bezeichnung        | Beschreibung | Standort                 | Kennzeichnung | Schutzstatus | Datum     | Bild           |
| ------------------ | --- | ------------------------ | ------------- | ------------ | --------- | -------------- |
| Abtei Saint-Pierre | Benediktinerkloster, angeblich um 500 gegründet, 1658 zerstört und anschließend nach Villenauxe-la-Grande verlegt; Ruine der Klosterkirche, 11. Jahrhundert; Abtshaus, 16. Jahrhundert, mit Ausstattung | Rue de Villenauxe (Lage) | PA00078749    | Inscrit      | 1942 1971 | weitere Bilder |

## Liste der Objekte
| Bezeichnung                   | Beschreibung                                                  | Standort                       | Kennzeichnung | Schutzstatus | Datum | Bild |
| ----------------------------- | ------------------------------------------------------------- | ------------------------------ | ------------- | ------------ | ----- | ---- |
| Hauptaltar                    | Altartisch und Retabel; Holz, farbig gefasst, 18. Jahrhundert | in der Kirche St-Martin (Lage) | PM51003114    | Inscrit      | 1980  |      |
| Skulptur Madonna mit Kind (2) | Holz, farbig gefasst, 17. Jahrhundert                         | in der Kirche St-Martin (Lage) | PM51003113    | Inscrit      | 1980  |      |
| Skulptur Heiliger Antonius    | Holz, farbig gefasst, 17. Jahrhundert                         | in der Kirche St-Martin (Lage) | PM51003115    | Inscrit      | 1980  |      |
| Zwei Kapitelle                | Stein, um 1180; aus dem Kreuzgang der Abtei Saint-Pierre      | in der Kirche St-Martin (Lage) | PM51000584    | Classé       | 1968  |      |
| Skulptur Madonna mit Kind (2) | Stein, einfarbig gefasst, 15. Jahrhundert                     | in der Kirche St-Martin (Lage) | PM51000583    | Classé       | 1968  |      |
| Liegefigur eines Abtes        | Stein, Anfang des 13. Jahrhunderts                            | in der Kirche St-Martin (Lage) | PM51000585    | Classé       | 1962  |      |
| Skulptur Heiliger Martin      | Holz, farbig gefasst, 17. Jahrhundert                         | in der Kirche St-Martin (Lage) | PM51003116    | Inscrit      | 1980  |      |